# B2B-маркетинг
B2B-маркетинг — комплекс действий и процессов, включающих исследование рынка, разработку маркетинговой стратегии, продвижение, анализ данных с целью предоставления продукта и получения выгоды между компаниями. Сотрудничество может осуществляться напрямую или при помощи посредников.
Цель B2B-маркетинга зависит от выбранной стратегии, в этой связи маркетинг бывает 3-х видов: операционный, тактический, стратегический. Конечной целью компании в любом случае является обеспечение коммерческих выгод за счет поставок товаров или оказания услуг другим компаниям.
Компании могут формировать отдел маркетинга как внутри структуры (инхаус) или пользоваться аутсорсинговыми услугами, заказывая их у специализированных агентств или отдельных специалистов фрилансеров. Зачастую в компаниях существует маркетолог или маркетинговый отдел, но при этом часть работ делегируется подрядчикам.
Целевая аудитория B2B — сотрудники компаний, покупающие товары и услуги.
Рынок для корпоративных клиентов (B2B) фундаментально отличается от B2C сектора: как правило, транзакции B2C происходят через посредника (ритейлера или агента), в B2B сегменте все транзакции происходят между компаниями напрямую или через специализированные компании-посредники.
Главная особенность — работа одновременно по 3 направлениям.
Это привлечение:
- Дилеров — поиск новых каналов сбыта в виде оптовых сетей, магазинов и т. д.
- B2B-клиентов. Как правило, речь о проектных продажах. Например, вы продаете стройматериалы и сотрудничаете не только с оптовиками, но и строительными компаниями напрямую.
- B2C-клиентов — продажа конечным пользователям.

### Дилеры и дистрибьюторы
Продажи дилерам строятся не столько на каких-то специфических свойствах продукта, сколько на его коммерческой привлекательности. Важны следующие аспекты:
- спрос на продукт;
- известность бренда в B2C-сегменте;
- маржинальность продукта (РРЦ);
- непрерывность поставок;
- динамика продаж;
- экономические условия.

B2B-клиенты
Сотрудничая с B2B-сегментом, рассматривается 2 сценария:
- Продукт занимает основную долю в производственно-хозяйственной деятельности компании. Например, вы специализируетесь на стройматериалах, а ваш партнер строит дома. Ключевую роль в привлечении в этом случае играет цена: чем она ниже, тем интереснее с вами сотрудничать. На первое место выходит прямая коммуникация — информирование о выгодных условиях, нежели привлечение с помощью маркетинговых инструментов.
- Ваша продукция играет вспомогательную функцию в деятельности партнера. Например, профессиональные чистящие средства для клининга. Задача меняется — необходимо продать решение. Основным фактором станет комфортное сотрудничество: быстрая доставка, подбор продукции под конкретную задачу, качественный сервис. Поэтому важно донести эти преимущества через все доступные каналы.

### B2C-клиенты
Как правило, это чистые онлайн-продажи с высокой долей автоматизации процесса. Алгоритм выглядит так: человек совершает заказ на сайте через личный кабинет → на стороне производителя информация попадает в систему учета → сборка → отправка. Главная задача — наладить процессы и обеспечить высокий уровень сервиса.

### Квалификация заявок
Квалификация позволяет на старте оценить качество заявки и правильно выстроить дальнейшую работу с клиентом. Так вы оптимизируете работу отдела продаж и сфокусируетесь на приоритетных направлениях.
Параметры у каждой компании будут индивидуальными, но если говорить в общем, то квалифицировать:
- Дилеров можно по количеству точек и предполагаемому объему продаж.
- Профессиональных B2B-клиентов — по тому, как часто и в каких объемах они совершают заказы.

Если отдел продаж совместно с отделом маркетинга заранее утвердят критерии, то квалификацию коммуникацию с клиентами можно будет автоматизировать с помощью чат-ботов, квизов, дополнительных полей в лид-формах.
Ключевые отличия B2B-маркетинга от B2C-маркетинга:
1. Цикл продаж B2B продукции и услуг часто длится несколько месяцев, что многократно превышает цикл продаж в сегменте B2C.
2. Чаще всего продукты и услуги B2B являются более сложными, характеризуются широким набором признаков
3. Количество клиентов в сегменте B2B многократно меньше количества клиентов B2C
4. Объём сделок в B2B сегменте не одинаковы между собой: некоторые покупатели приобретают существенно больше чем другие.
Соответственно, исследование рынка B2B должно включать в себя большую долю значимых клиентов, то есть в отличие от выборки B2C выборка в B2B должна быть смещено.
5. В компании-заказчике ограниченное количество лиц имеет влияние на решение о покупке, что приводит к необходимости идентификации и понимания их ролей (иногда необходимо выявить 5..10 человек влияющих на принятие решения).
6. Решения о покупках в сегменту B2B рациональны, значимая часть покупок в сегменте B2C основана на эмоциях.
7. Покупателю B2B более важен корпоративный бренд, в сегменте B2C важны бренды отдельных продуктов.
8. Маркетинговые сообщения в сфере B2B более индивидуальны, чем в B2C.
9. Знание товаров. Объём приобретаемых продуктов B2B, их сложность и их важность приводит к необходимости обладания у Покупателя техническими знаниями и опытом, вследствие этого часто решения о покупке или смене поставщика — плод коллективного труда.
10. Каналы продвижения в B2B и B2C сегменты отличают весьма существенно.
11. Ценообразование. В сегменте B2C цена определяется силой бренда, дизайном, географией. В сегменте B2B особое значение приобретают объём покупки, история взаимоотношений, важность клиента, условия оплаты, послепродажное обслуживание, учёт различных опций использования продукта, оценка стоимости владения на протяжении всего жизненного цикла.
12. Использование исследований рынка. Фокус в исследованиях сегмента B2C делается на изучении потребительских предпочтений, необходимом для оценки объёма продаж или для оценки влияния изменений в дизайне продукта. Задачи в сегменте B2B более разнообразны и определяются особенностями продукта, рынка, конкурентными преимуществами, иными специфическими факторами.